# Route nationale 51 (Belgique)
Pour les articles homonymes, voir Route nationale 51.
La route nationale 51 est une route nationale de Belgique qui relie Mons à la frontière française près de Quiévrechain, en passant par Boussu et Quiévrain. La route est parallèle sur une bonne partie de son tracé à l'autoroute A7 qui a été mise en service entre 1970 et 1972.

## Description du tracé

### Communes sur le parcours
- Région wallonne
  -  Province de Hainaut
    - Mons
    - Quaregnon
    - Boussu
    - Hensies
    - Quiévrain

## Statistiques de fréquentation
| BK   | Début            | Fin              | Trafic moyen journalier (6h–22h, en milliers) | Trafic moyen journalier (6h–22h, en milliers) | Trafic moyen journalier (6h–22h, en milliers) | Trafic moyen journalier (6h–22h, en milliers) | Trafic moyen journalier (6h–22h, en milliers) | Trafic moyen journalier (6h–22h, en milliers) | Trafic moyen journalier (6h–22h, en milliers) |
| BK   | Début            | Fin              | 1985                                          | 1990                                          | 1995                                          | 2000                                          | 2005                                          | 2010                                          | 2015                                          |
| ---- | ---------------- | ---------------- | --------------------------------------------- | --------------------------------------------- | --------------------------------------------- | --------------------------------------------- | --------------------------------------------- | --------------------------------------------- | --------------------------------------------- |
| 2,6  | – 1 Jemappes     | Quaregnon N545   | 17,6                                          | 18,9                                          | 21,7                                          | 21,2                                          | 20,8                                          | 22,8                                          | –                                             |
| 13,3 | Boussu N549      | Hensies (Thulin) | 4,7                                           | 6,1                                           | 6,2                                           | 7,2                                           | 7,8                                           | 8,0                                           | –                                             |
| 15,5 | Hensies (Thulin) | Quiévrain        | 5,2                                           | 6,5                                           | 7,7                                           | 8,2                                           | 9,3                                           | –                                             | –                                             |